# Papir 45
El Papir 45 o Papir Chester Beatty I és un dels més antics manuscrits del Nou Testament que forma part de la Chester Beatty Papyri. Probablement va ser escrit al voltant de l'any 250 a Egipte. Conté els textos de l'Evangeli segons Mateu 20.-21. i 25.-26.; Evangeli segons Marc 4 .-9. i 11.-12.; Evangeli segons Lluc 6.-7. i 9 -14; Evangeli de Joan 4.-5. i 10-11, i Fets dels Apòstols 4 .-17. El manuscrit es troba actualment a la Biblioteca de Chester Beatty, Dublín, Irlanda, a excepció d'un full que conté Mateu 25:41-26:39 que es troba a la Biblioteca Nacional d'Àustria, Viena.